# 建州 (山西省)
建州（けんしゅう）は、中国にかつて存在した州。南北朝時代から隋代にかけて、現在の山西省晋城市一帯に設置された。

## 概要
西燕の慕容永が上党郡を分割して設置した建興郡を前身とする。
北魏の永安年間、建興郡が廃止されて、建州が立てられた。高都城に州治が置かれた。建州は高都郡・長平郡・安平郡・泰寧郡の4郡10県を管轄した。
583年（開皇3年）、隋により建州は沢州と改称された。